# Latouchia swinhoei
Latouchia swinhoei là một loài nhện trong họ Ctenizidae.
Loài này thuộc chi Latouchia. Latouchia swinhoei được miêu tả năm 1901 bởi Mary Agard Pocock.

## Hình ảnh

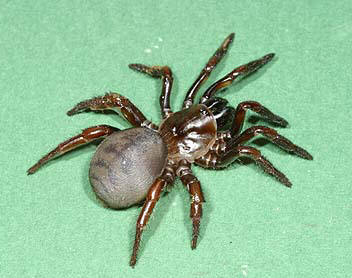
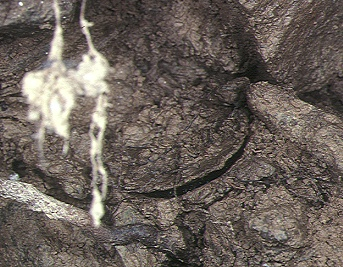